# تپه زین‌آباد
تپه زین‌آباد مربوط به هزاره اول قبل از میلاد است و در شهرستان شبستر، بخش مرکزی، روستای زین‌آباد واقع شده و این اثر در تاریخ ۷ مهر ۱۳۸۱ با شمارهٔ ثبت ۶۲۶۷ به‌عنوان یکی از آثار ملی ایران به ثبت رسیده است.